# Sonni Baro
Pour les articles homonymes, voir Bakry et Baro (homonymie).
Sonni Abu-Bakry Baro ou Si Baro gouverna l'Empire songhaï pendant quelques mois en 1493, entre la mort de son père Sonni Ali Ber et son renversement par le général Mohammed Touré, âgé de 50 ans, qui créa la dynastie des Askia.
Il est vaincu par ce dernier lors de la bataille d'Anfao.

## Biographie
Les dates de sa naissance et de son décès sont inconnues.
Il succède à son père Sonni Ali à la mort de ce dernier le 6 novembre 1492. Cependant, l'un des généraux de Sonni Ali, Muhammad Ture, complote pour prendre le pouvoir. Baru a été interpellé par Mahomet parce qu'il n'était pas considéré comme un musulman fidèle. Dès qu'il a pris ses dispositions, il a attaqué Sonni Bāru le 18 février 1493. L'armée de Sonni Bāru a été vaincue. Il y eut une autre bataille, plus décisive, le 12 avril 1493 , après quoi Sonni Bāru s'enfuit en exil. L'usurpateur a ensuite pris le pouvoir en tant que Askia Muhammad Ture.